# Олександрівка (зупинний пункт, Одеська залізниця)
Олекса́ндрівка — пасажирський залізничний зупинний пункт Шевченківської дирекції Одеської залізниці.
Розташований неподалік від села Олександрівка Маловисківський район Кіровоградської області на лінії Імені Тараса Шевченка — Помічна між станціями Виска (11 км) та Капустине (9 км).
Станом на січень 2020 року щодня одна пара дизель-потягів прямує за напрямком Імені Тараса Шевченка — Помічна.